# Wilhelm Lugr
Vilém Lugr, w Polsce znany pod imieniem Wilhelm (ur. 28 czerwca 1911 w Podiebradach, zm. 12 października 1981 w Ostrawie) – czechosłowacki piłkarz grający na pozycji lewego obrońcy i trener piłkarski.
Jako zawodnik występował w Ołomuniec ASO, SK Židenice, SK Prościejów i Slezská Ostrawa.
W trakcie swojej kariery szkoleniowej pracował w Křídla vlasti Ołomuniec, Lechu Poznań, Śląsku Wrocław, Górniku Zabrze, Jönköpings Södra IF. Następnie był asystentem trenera w IFK Norrköping, gdzie w 1963 roku wygrał Allsvenskan. Samodzielnie prowadził także Nyköpings BIS.